# Hannington (Hampshire)
Pour les articles homonymes, voir Hannington.
Hannington est une paroisse civile et un village du Hampshire, en Angleterre.